# 유희 (전조)
유희(劉熙, ? ~ 329년, 재위 : 328년 ~ 329년)는 오호십육국 시대 전조(前趙)의 6대 황제이자 마지막 황제이다. 나라가 멸망하였기 때문에 시호가 없다.

## 생애
유희는 유요(劉曜)의 아들로, 유요가 황제에 즉위하자 황태자가 되었다. 유요가 328년 12월에 후조(後趙)의 석륵(石勒)에게 사로잡혀 처형되자 329년 초에 장안(長安)을 버리고 진주(秦州 : 간쑤성 동남부)의 상규(上邽 : 간쑤 성 천수)로 천도하였다.
8월에는 후조가 점령한 장안을 탈환하기 위해 공격하였으나 패배하였으며, 반격에 나선 후조의 석호에 의해 상규가 점령되고 유희 및 전조의 고관들은 포로로 사로잡혀 처형당하였으며 이로써 전조는 멸망하였다.

## 가족관계
- 조부(양부) : 고조 광문황제 유연(高祖 光文皇帝 劉淵)
- 조모(양모) : 광헌황후 장씨(光献皇后 張氏)
- 외조부 : 양현지(羊玄之)
  - 부황 : 유요(劉曜)
  - 모후 : 헌문황후 양씨(獻文皇后 羊氏)
    - 아우 : 유습
    - 아우 : 유천

| 전 임 유요 | 제6대 전조 황제 328년 ~ 329년 | 후 임 - |